# $1,000 a Touchdown
$1,000 a Touchdown là một bộ phim hài của Mỹ năm 1939 do James P. Hogan đạo diễn, Delmer Daves viết kịch bản và có sự tham gia của Joe E. Brown, Martha Raye, Eric Blore, Susan Hayward, John Hartley và Joyce Mathews. Bộ phim được phát hành vào ngày 4 tháng 10 năm 1939, bởi Paramount Pictures.

## Cốt truyện
Marlowe Booth và vợ Martha thừa kế một trường đại học và quyết định tăng cường đội bóng đá của trường đại học để tăng tài trợ, vì vậy họ quyết định tặng 1.000 đô la cho mỗi cú chạm bóng được thực hiện.

## Diễn viên
- Joe E. Brown trong vai Marlowe Mansfield Booth
- Martha Raye trong vai Martha Madison
- Eric Blore trong vai Henry
- Susan Hayward trong vai Betty McGlen
- John Hartley as Bill Anders
- Joyce Mathews as Lorelei
- George McKay trong vai Mr. Fishbeck
- Syd Saylor trong vai Bangs
- Tom Dugan trong vai Popcorn vendor
- Matt McHugh trong vai Brick Benson
- Don Wilson trong vai Announcer
- Paula DeCardo trong vai Dora (không được công nhận)
- Dot Farley trong vai Hysterical Girl (không được công nhận)
- Bill Thompson trong vai người lồng tiếng động vật và chim (không được công nhận)
- Adrian Morris trong vai Two Ton Terry (không được công nhận)

## Đón nhận
Frank Nugent của tờ The New York Times chỉ trích bộ phim là không có tính độc đáo.